# 李超时
李超时（1906年2月1日—1931年9月19日） （页面存档备份，存于） ，原名振华，江苏邳县（今邳州）人。中国工农红军将领。

## 生平
1926年加入共青团，同年转入中国共产党。1928年4月任中共邳县特支书记，同年秋调东海地区组建中共东海特支，后改为中共东海县委、东海中心县委，李超时任书记，积极发展党的组织，宣传发动群众，领导工人斗争、农民暴动和学生运动，掀起革命浪潮，被称为“李旋风”。1930年参与创建红军第14军，任政治委员。1930年10月，李超时奉命回省委参加反“立三路线”的斗争，以后就留在省委任外县工作委员会委员，后又任省委巡视员。
1931年6月26日，李超时到徐州、海州、蚌埠地区巡视工作，他和妻子吕继英一上火车就发现有特务盯梢，后被捕，押至镇江公安局侦缉队看打。后因叛徒出卖，李超时的身份暴露。1931年6月，在镇江被捕。9月19日在镇江北固山鸡子岭刑场被处决，年仅25岁。
妻子吕继英因怀孕被判处有期，后出狱。有遗腹子李铁成。1990年代，李超时被处决地已建有镇江市烈士陵园。吕继英曾到访此处，留言：亲爱的超时同志，痛忆65年前，你将鲜血洒华夏，庆今朝祖国到处变新颜，儿孙均能继遗志，英烈含笑在九泉。今镇江市烈士陵园建有李超时烈士铜像。